# Minuta
Minuta (značka min) je jednotka času a označuje 1/60 hodiny (zlomek jedna šedesátina). Minuta se dále dělí na šedesát sekund. Jednotka pochází z babylónské šedesátkové soustavy a má společný původ jako úhlová minuta (značka ′). Šedesátina (tedy minuta) byla později označována latinsky jako pars minuta prima („první zmenšená část“, minuere = zmenšit), sekunda je pak 1/3600 (tj. 1/60 z 1/60) a byla označena jako pars minuta secunda („druhá zmenšená část“).

## Značení a vztah k soustavě SI
Minuta jako jednotka času má značku min. Dosud přetrvávají i nyní nedoporučované značky m a ′ (píší se za číselnou hodnotu bez mezery), zejména pro časové trvání vyjádření v hodinách, minutách a sekundách; norma v tomto případě doporučuje pouze oddělování těchto tři číselných hodnot dvojtečnou bez uvedení jednotek (pro dobu trvání 1 hodina a 32 minut a 47 sekund se tedy vedle správného zápisu 1:32:47 někdy používá i zápis 1h32′47″ nebo 1h32m47s).
Jedna minuta je šedesátina hodiny. Jedna minuta se dělí na 60 sekund. Vzácně může být pro srovnání kalendářního a astronomického času určen jiný počet sekund (tzv. přestupná sekunda).
1 h = 60 min = 3600 s
Minuta byla dříve v soustavě SI vedlejší jednotkou času. Tato kategorie však byla v roce 2007 zrušena a minuta je v současnosti považována za jednotku mimo soustavu SI, jejíž používání souběžně s jednotkami SI však akceptuje Příručka SI i Mezinárodní výbor pro míry a váhy (CIMP).

## Použití v astronomii
V astronomii je minuta zpravidla jednotkou úhlovou. Hodinový úhel a rektascenze se však mohou udávat v jednotkách časových i úhlových. U minut je potřeba dávat pozor na záměnu úhlové a časové jednotky, neboť se číselně liší. Země se totiž otočí kolem své zemské osy o průměrných 15° za hodinu; u jednotek 60krát menších tomu odpovídá 15 úhlových (obloukových) minut za minutu času.

## Původ
Minuta znamená latinsky „menší“, respektive „zmenšená“ (od slovesa minuere, zmenšovat). V latině se minuta původně označovala jako „(pars) minuta prima“ (tj. první menší, poprvé zmenšená část) a sekunda jako „(pars) minuta secunda“ (druhá menší, podruhé zmenšená). V latině bylo možné dělit i dále – pars minuta tertia byla šedesátina sekundy a tak dále, toto dělení přešlo i do některých pozdějších jazyků, např. do polštiny (tercja).

## Minuta s přestupnou sekundou
V definici koordinovaného světového času (UTC) může mít minuta i 61 či 59 sekund, kvůli zahrnutí přestupné sekundy.